# Sankarankoil
Sankarankoil là một thành phố và khu đô thị của quận Tirunelveli thuộc bang Tamil Nadu, Ấn Độ.

## Nhân khẩu
Theo điều tra dân số năm 2001 của Ấn Độ, Sankarankoil có dân số 53.613 người. Phái nam chiếm 50% tổng số dân và phái nữ chiếm 50%. Sankarankoil có tỷ lệ 68% biết đọc biết viết, cao hơn tỷ lệ trung bình toàn quốc là 59,5%: tỷ lệ cho phái nam là 77%, và tỷ lệ cho phái nữ là 60%. Tại Sankarankoil, 11% dân số nhỏ hơn 6 tuổi.